# اندی کرافورد
اندی کرافورد (انگلیسی: Andy Crawford؛ زادهٔ) ورزشکار فوتبال است.
از باشگاه‌هایی که در آن بازی کرده‌است می‌توان به باشگاه فوتبال آرسنال و باشگاه فوتبال دومبارتون اشاره کرد.